# Bifosfonato

Estrutura química geral dos bifosfonatos determinam as propriedades químicas do fármaco e distinguem os tipos individuais de bifosfonatos. Esta estrutura química proporciona uma alta afinidade para a hidroxiapatita, permitindo um metabolismo ósseo rápido e específico.

Os bifosfonatos ou bisfosfonatos (BFs) são uma classe de medicamentos que previnem a diminuição da densidade mineral óssea, geralmente usados no tratamento de osteoporose e outras doenças com fragilidade óssea.

## Mecanismo de ação
O tecido ósseo sofre remodelação constante. Os osteoblastos são células responsáveis pela formação de novo tecido ósseo, enquanto os osteoclastos reabsorvem o mesmo tecido, deste modo acarretando no equilíbrio, pois os ossos são reservas de sais minerais como cálcio e magnésio. Os bifosfonatos inibem a reabsorção óssea [osteoclastos], estimulando-os a sofrerem apoptose — morte celular programada — retardando assim, a absorção óssea. O tecido ósseo adulto é caracterizado pela presença de cálcio e fosfato, na forma de cristais de hidroxiapatita, na qual os BFs têm alta afinidade. Este fator pode explicar o longo período de retenção do fármaco nos ossos, havendo relatos que podem ultrapassar os 10 anos no organismo.
O efeito de 3 a 5 anos de tratamento com bisfosfonatos pode durar por outros 3 a 5 anos. Os bifosfonatos reduzem o risco de fracturas entre 35 e 62%.
| Nome genérico | Potência relativa | Via de administração |
| ------------- | ----------------- | -------------------- |
| Etidronato    | 1x                | Intravenosa          |
| Tiludronato   | 10x               | Oral                 |
| Clordronato   | 10x               | Intravenosa / Oral   |
| Pamidronato   | 100x              | Intravenosa          |
| Alendronato   | 500x              | Oral                 |
| Ibandronato   | 1 000x            | Intravenosa / Oral   |
| Risendronato  | 2 000x            | Oral                 |
| Zolendronato  | 10 000x           | Intravenosa          |

## Indicações
É usada no tratamento de:
- Osteoporose;
- Doença de Paget do osso;
- Metástase óssea osteolítica;
- Mieloma múltiplo;
- Hiperparatiroidismo primário;
- Osteogénese imperfeita,
- Displasia fibrosa;
- Hipercalcemia maligna;

## Efeitos colaterais
O efeito colateral mais severo e não incomum desses medicamentos é o desenvolvimento de osteonecrose dos maxilares — maxila e mandíbula —, por eles causarem um comprometimento na vascularização e reparação óssea. Em 2004 foi publicada a primeira série de relatos que alertavam sobre seu efeito adverso, denominado osteonecrose dos maxilares. Acerca das hipóteses causadoras deste efeito induzido pelo agente antirreabsortivo são: diminuição da angiogênese — neoformação de vasos sanguíneos — por inibirem não somente os osteoclastos, como também os mediadores da inflamação, estando diretamente relacionado ao processo de reparo de lesões ósseas; toxicidade à mucosa local; fatores genéticos e; supressão da remodelação óssea mediada pelos osteoclastos — este último, sendo o mais aceito pela comunidade científica.
Os comprimidos podem causar inflamação do esôfago e estômago (gastrite), que pioram ao deitar, portanto se recomenda não deitar uma hora após tomar o comprimido. A forma intravenosa pode causar sintomas de gripe nos primeiros usos.[carece de fontes?]